# WR 102c
WR 102c är en ensam stjärna i den mellersta  delen av stjärnbilden Skytten. Den har en skenbar magnitud av ca 11,6 och kräver ett kraftfullt teleskop för att kunna observeras. Den är en Wolf–Rayet-stjärna mot Vintergatans centrum belägen bara några parsec från stjärnhopen Quintuplet, inom Sicklenebulosan.

## Egenskaper

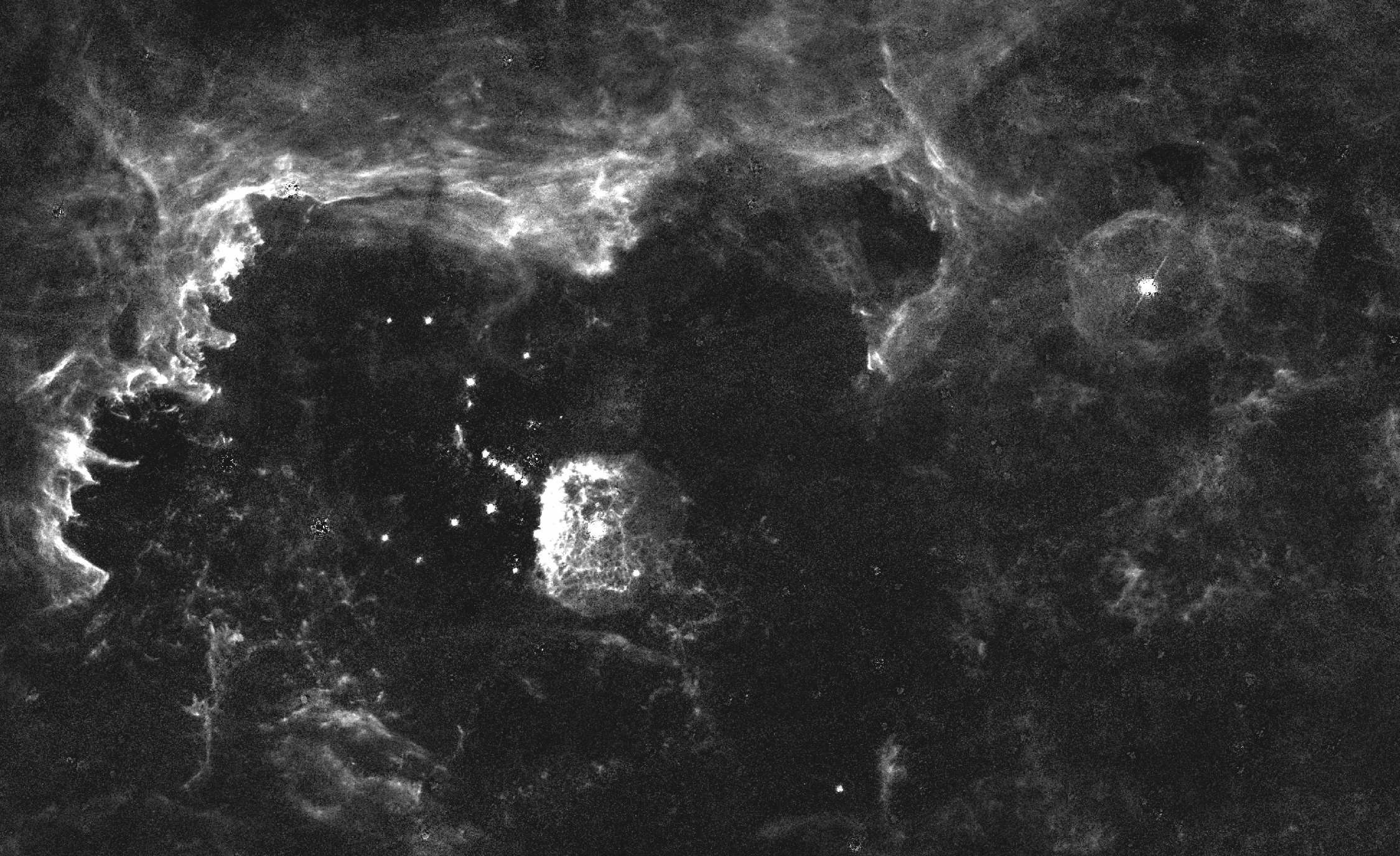
Regionen kring stjärnhopen Quintuplet. Fullskalebild för att visa WR 102c. Foto: NASA/ESA, Hubbleteleskopet

Enligt färska (2015) uppskattningar är WR 102c så mycket som 500 000 gånger ljusare än solen. En första studie som rapporterade en mycket högre ljusstyrka använde felaktigt fotometri från en närliggande stjärna. Den skulle ha bildats för några miljoner år sedan som en huvudseriestjärna av spektraltyp O med en massa av ca 40 solmassor och har sedan dess tillbringat en period som en röd superjätte innan den helt förlorade dess yttre skikt. Den är nu nästan vätefri och närmar sig slutet av dess livslängd. Den kommer att kollapsa inom de närmaste hundratusen åren eftersom den får slut på bränsle i kärnan och bli en supernova av typ Ib eller Ic eller kollapsa direkt i ett svart hål.
WR 102c är omgiven av ett skal av nebulositet som innehåller stoft som gjorts ännu varmare än själva stjärnan av intensiv strålning. Nebulosan inkluderar också nästan en solmassa molekylärt väte och cirka 10 solmassor joniserat väte, allt utdrivet från stjärnan.
Det finns ett förslag om att WR 102c kan vara en dubbelstjärna. En närliggande korkskruvsformad nebulositetsstråle kunde ha drivits ut under omloppsrörelsen. vilket skulle innebära en omloppsperiod på 800 - 1 400 dygn. Den är omgiven av en liten hop av stjärnor på cirka 1 000 solmassor totalt, separat från den mycket mer massiva Quintuplet-hopen.